# ジレ (トルコ)
ジレ（Zile）(トルコ語の発音:ズィレ)は、トルコの郡および同名の都市。トカット県に属し、古代にはゼラ（Zela）の名前で呼ばれていた。長い歴史の中でユリウス・カエサルの「来た、見た、勝った（Veni, vidi, vici）」の言葉で知られるゼラの戦いの舞台となった。現在のジレは農業、流通、観光の中心地となっている。

## 歴史

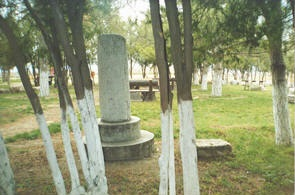
カエサルの「来た、見た、勝った」の言葉が刻まれた石碑

近年実施された考古学調査で、新石器時代に人類がジレに居住していた痕跡が確認されている。古代ギリシアの学者ストラボンは『地理誌』の中で、アッシリアの伝説的な女王セミラミスによってジレが建設された伝承を記している。紀元前548年にジレが位置するアナトリア半島はアケメネス朝ペルシアの支配下に置かれていた。ペルシアの統治の痕跡は郡内の王の道の遺構、都市内のアナーヒターなどのペルシアの神を祭った寺院などに見られる。アケメネス朝の君主ダレイオス1世は大アナトリア州を2つのカッパドキアに分割し、ジレは北部地域のポントス・カッパドキアに区画される。
およそ200年のペルシアの統治の後、ゼラは紀元前334年のグラニコス川の戦いに勝利したマケドニア帝国のアレクサンドロス3世の支配下に入る。紀元前332年にアレクサンドロスが没して帝国が分裂した後、ゼラはセレウコス朝シリアの支配下に入った。セレウコス朝は200年にわたってゼラを支配したが、紀元前100年頃にセレウコス朝の支配力は弱体化し、カッパドキア人はローマに援助を求めた。スッラが率いるローマ軍とポントス王ミトリダテス6世の間に勃発した第一次ミトリダテス戦争においてローマ軍は勝利を収める。紀元前67年にミトリダテスは同盟者であるアルメニア王国のティグラネス2世の援軍とともに再びゼラを攻撃したことで第三次ミトリダテス戦争が始まり、グナエウス・ポンペイウスが率いるローマ軍はミトリダテスに勝利を収め、紀元前63年にミトリダテスは自害する。ローマの支配以前のゼラについて、ストラボンは町はペルシアの神々を祭る場所として扱われ、住民は支配者である祭司と多数の神殿奴隷で構成されていたと記している。ローマがポントスと結んだ和約において、ゼラはポンペイウスから市民組織とエパルキア（属領、土地）を授与され、神殿の私領から都市に転換した。
紀元前49年にローマのユリウス・カエサルとポンペイウスの間に内戦が勃発し、ミトリダテスの子ファルナケス2世はローマ人が内戦に気を取られている好機に乗じて父の復讐に乗り出した。しかし、ファルナケスの反撃は紀元前47年のゼラの戦いでカエサルによって食い止められ、4時間におよぶ戦闘の末にカエサルはファルナケスの軍を壊滅させる。この勝利の後、カエサルはローマの元老院に「来た、見た、勝った（Veni, vidi, vici）」という有名な言葉を報告した。カエサルの言葉は大理石の円柱に刻まれ、円柱はゼラ城の中に置かれたと伝えられている。
241年にサーサーン朝の王シャープール1世はローマ皇帝ウァレリアヌスを破り、ゼラを獲得した。241年から1071年の間、ジレは東ローマ帝国（ビザンツ帝国）とサーサーン朝によって交互に支配される。ビザンツ帝国の統治下のジレには小アジアの名義司教、アマスィヤの属主教が置かれた。
1071年にジレはダニシュメンド朝のアフマド・ガーズィーによって征服され、このときからジレはキリスト教の司教を圧迫するテュルク系民族の支配下に入る。1174年にルーム・セルジューク朝の君主クルチ・アルスラーン2世はダニシュメンド朝からジレを奪う。ルーム・セルジューク朝の滅亡後、1335年に建国されたエルテナ侯国がジレを支配する。1397年にオスマン帝国のバヤズィト1世はエルテナ侯国を破り、ジレを併合した。最終的に1413年になってジレはオスマン帝国の支配下に入った。
1919年から1922年にかけての希土戦争（トルコ革命）の中で、シャリーア（厳格なイスラーム法）の支持者の一部がジレで権力を掌握し、彼らはムスタファ・ケマルの革命軍の兵舎を攻撃した。革命軍の兵士たちは市内の城砦への避難を余儀なくされ、チョルムの大隊に援軍を要請した。4日後に到着したチョルムの援軍は敵軍を力ずくで降伏させるために爆撃を開始した。激しい爆撃の結果、ジレは大火に見舞われ、インフラストラクチャーの3分の2と森林の大部分を失った。最終的に革命軍はジレを平定し、支配権を取り戻すことに成功する。
以後、ジレはトルコ共和国のトカト県に属する農村地帯となっている。

## 地理、気候
イェシルウルマク川とその支流によって形成されている渓谷平野にジレの郡域は広がっている。ジレの市域は1,512km2で、標高710mの地点に位置する。近隣にはトゥルハル、チェケレク、アルトヴァ、アマスィヤなどの都市がある。ジレには平野の大部分を覆う森林が存在していたが、ヤギの過剰な繁殖と燃料とする薪の伐採のため、1950年代に森林の大部分が失われた。
ジレからチェケレクに流れるチェケレク川と、チェケレク川に建てられたBüyükaközダムから供給される水がジレの水源となっている。また、電力と灌漑用水を供給するSüreyya Beyダムと水力発電所の建設が進められている。
ジレの気候は黒海性の気候と内陸性の気候の中間に分類される。夏は暑く乾燥しており、冬は降雪量が多く、気温は低い。6月から9月にかけての平均最高気温は28℃、平均最低気温は13℃で、12月から2月にかけての平均最高気温は7℃、平均最低気温は-3℃となっている。

## 人口
2007年の調査ではジレの人口は68,937人で、都市部の人口は36,154人、32,783人が周辺の村落に住んでいることが判明した。1990年代後半からジレの工業は発展しているが、大都市への移住者や季節労働者の出稼ぎといった人口の移動も見られる。

## 経済
ジレは歴史的な石炭の採掘地として知られている。
ジレの経済の基盤は農畜産業に置かれている。ジレは穀物栽培の中心地であり、黒海地方における小麦、大麦、レンズ豆、ヤハズエンドウの最大の輸出地の一つでとなっている。また、ジレはブドウ、炒り豆のレブレビ、サクランボ、果実園で有名であり、年に一回行われるサクランボ祭りはトカト、スィヴァス、ヨズガトからも観光客が集まる。土地で栽培されたブドウでワインは製造されていないが、ペクメズというブドウのシロップが生産されている。しかし、レブレビやペクメズの生産は衰退している傾向にある。
1996年からジレの工業は著しい発達を見せている。アナトリアの虎と呼ばれるトルコの新興企業群が55の工場を建設し、それらの工場では主に繊維、家具、テンサイ、レブレビ、大理石、靴が加工されている。
ジレを観光地に転換することを目的として、自治体と欧州連合（EU）による共同計画が立てられた。計画の資金はEUが出資し、計画には町の宣伝だけでなく、ジレの住民に対する観光についての教育も含まれている。紀元前47年のゼラの戦いの舞台となったゼラ城は改修工事が進められ、城内に博物館の開設が予定されている。

## 交通
ジレはトカット、アマスィヤとは高速道路で結ばれ、スィヴァス＝サムソンを結ぶ鉄道の近隣に位置する。